# Histoire de la France au XIXe siècle
Pour un article plus général, voir Histoire de France.

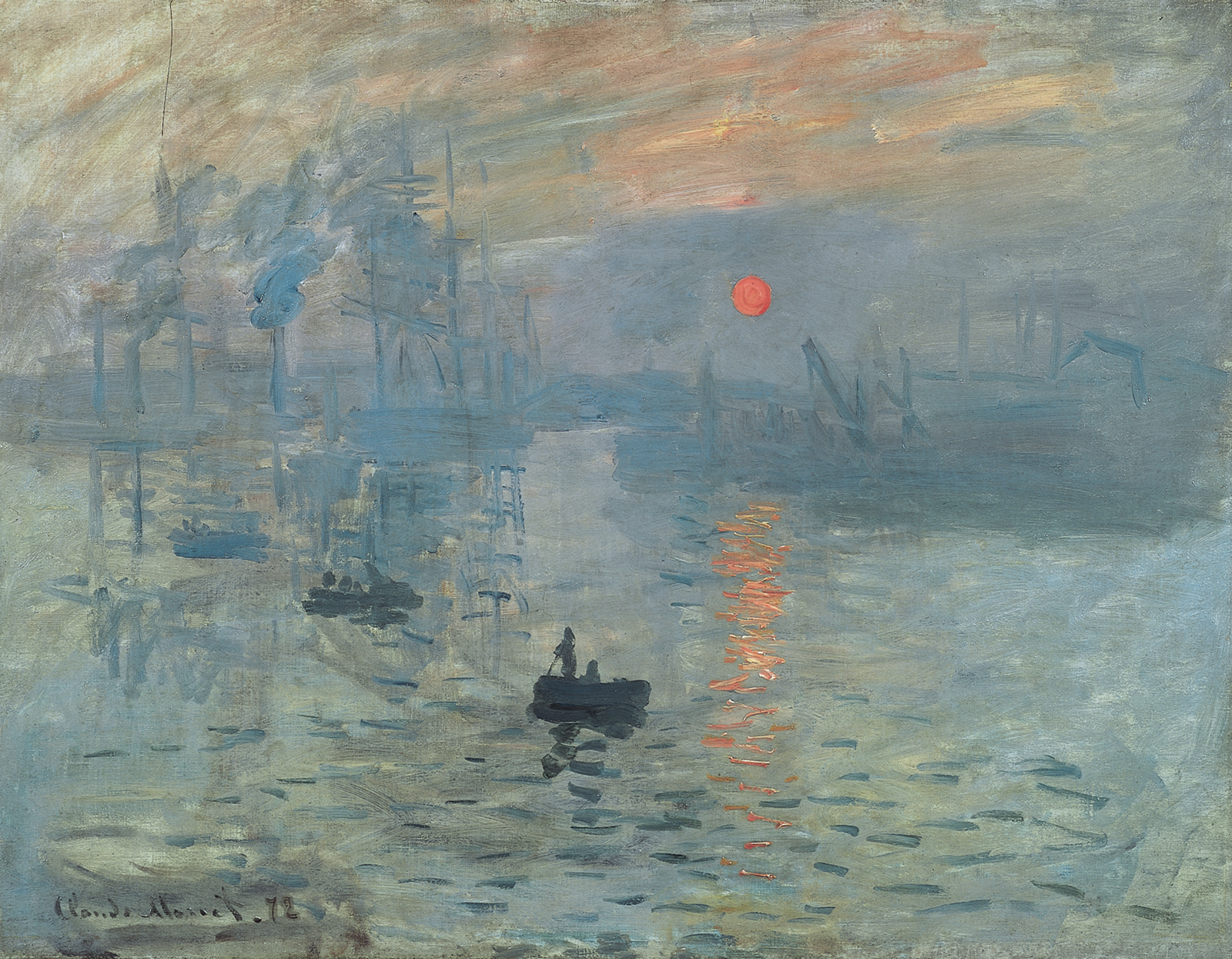
Claude Monet est l'un des plus illustres représentants d'une France en plein renouveau artistique au long du XIX. Sa peinture Impression, Soleil levant est considérée comme l'élément fondateur du mouvement impressionniste.

L'histoire de la France au XIXe siècle touche à une période où le pays entame toute une série de mutations tant politiques qu'économiques et sociales.
Depuis 1789 la France est le laboratoire institutionnel de l'Europe avec en 81 ans, trois républiques, deux royaumes et deux empires, record inégalé en Europe. Sur les plans idéologique et politique, le XIXe siècle français reste principalement le siècle de l'opposition entre partisans des idéaux révolutionnaires et contre-révolutionnaires, et d'une lutte acharnée pour pérenniser une forme de régime stable entre républicains, monarchistes et bonapartistes. La démocratie et le parlementarisme finissent par s'imposer à la fin du XIXe siècle avec le triomphe des républicains et des libéraux et l'enracinement de la Troisième République. 
La France connaît un rayonnement international fort au XIXe siècle et est un acteur incontournable des relations internationales au même titre que les autres grandes puissances européennes. À cette époque, la France possède un vaste empire colonial, s'étendant sur tous les continents du monde.
L'Église, ciment traditionnel de la société française, perd petit à petit de son influence avec la laïcisation progressive de l'État voulue par des républicains anticléricaux face aux monarchistes soutiens de l'Église. Sur le plan économique, la France est bouleversée par la révolution industrielle, entraînant une progressive industrialisation et la sortie d'une économie primaire. Cette industrialisation provoque un rééquilibrage démographique entre les villes et les campagnes. Toutefois, ce n'est qu'au début des années 1930 que la population citadine française atteint la barre symbolique des 50 %. 
Le XIXe siècle est également une période de relatives avancées sociales et scientifiques françaises. En 1914, les Français disposent déjà du droit de grève (loi Ollivier en 1864), d'une presse totalement libre (Loi sur la presse en 1881), du droit de syndicalisation (loi Waldeck-Rousseau en 1884), d'association (Loi sur les associations en 1901) et du droit de vote (depuis 1848, mis à part les femmes). L'instruction est rendue gratuite, laïque et obligatoire avec les lois Ferry de 1881-1882. Les avancées dans la médecine, de Pasteur notamment, permettent une amélioration des conditions de vie de la population.
La France se distingue également par son influence artistique, le XIXe siècle produit plusieurs générations d'artistes brillants. Ce siècle est considéré encore aujourd'hui comme le siècle des lettres français avec l'émergence d'artistes tels qu'Honoré de Balzac, Victor Hugo, Stendhal, Gustave Flaubert, George Sand, Guy de Maupassant ou encore Émile Zola. Le XIXe siècle voit également l'émergence de nombreux artistes comme Claude Monet, Edgar Degas ou encore Auguste Rodin.

## Délimitations temporelles
Si pour la majorité des historiens[Lesquels ?], la France entre dans son XIXe siècle en , la délimitation temporelle du xixe siècle est sujette à controverse au sein de la recherche historique. Certains historiens[Lesquels ?] affirment que le siècle commence en 1789, lors de la Révolution française alors que d'autres font débuter ce siècle en 1814, après la défaite des armées napoléoniennes. Il y a également une divergence entre les chercheurs en histoire concernant la date de fin de ce XIXe siècle français, certains[Lesquels ?] soutenant que le siècle se termine en 1914 au début du premier conflit mondial pendant que d'autres[Lesquels ?] le terminent en 1945, date de la fin du deuxième conflit mondial.
En définitive, deux délimitations traditionnelles du xixe siècle français se démarquent : une première couvrant la période 1814 à 1914,, puis une seconde rejoignant le « Long xixe siècle » d'Éric Hobsbawm et couvrant la période 1789 à 1914.

### Première république (1792-1804)

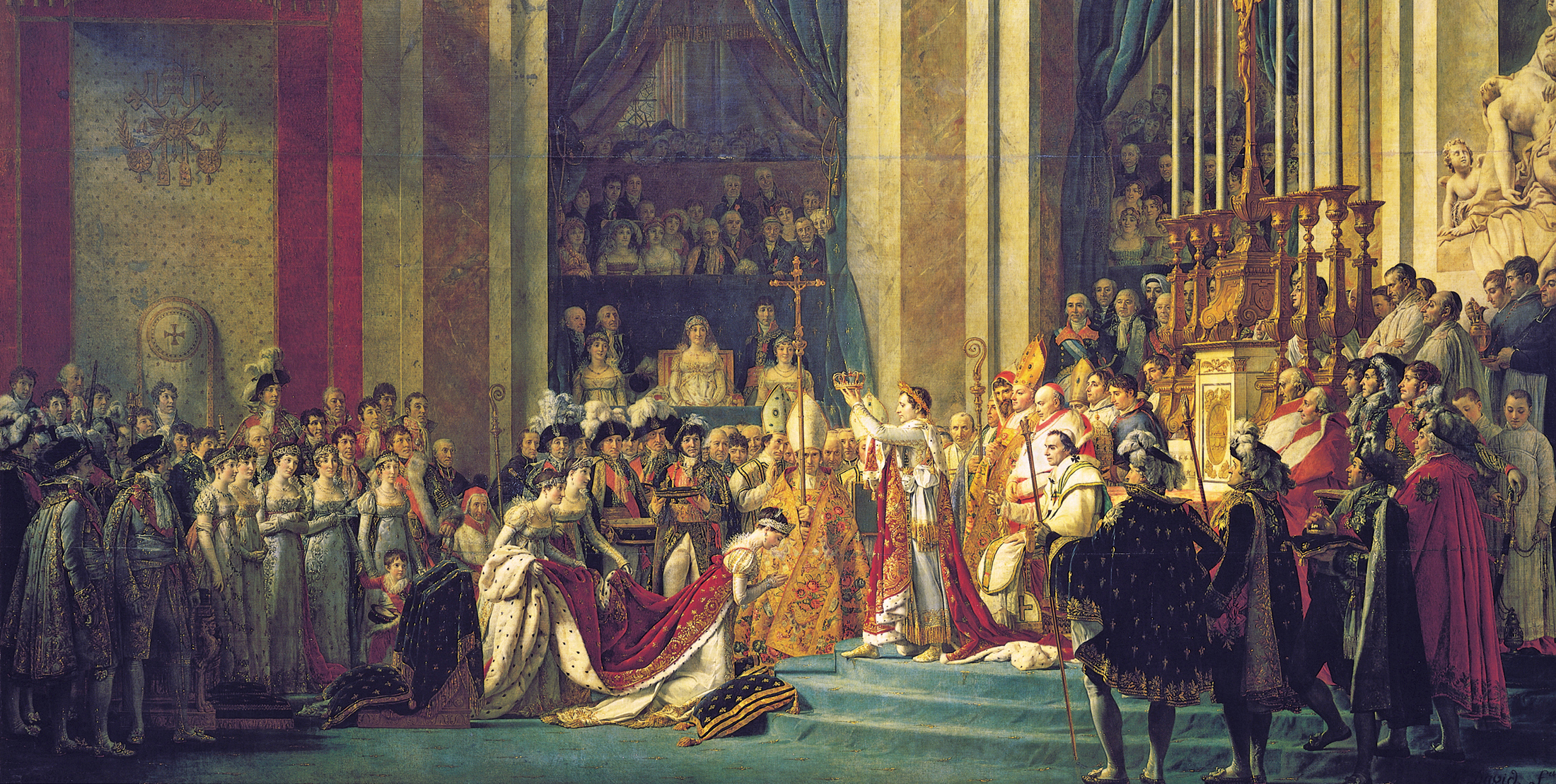
Jacques-Louis David. Le sacre de Napoléon 1er (peint entre 1805 et 1807).

## Histoire

### Première Restauration (1814-1815)
Face à la déroute du Premier Empire napoléonien, on envisage un retour à la monarchie. Louis XVIII est appelé sur le trône de France par le sénat d'Empire le 6 avril 1814. Une charte est octroyée par Louis XVIII à la France. Louis XVIII considère impossible un retour à l'Ancien Régime et s'attache à concilier Révolution et Royauté, ce qui suscite des espoirs chez les libéraux. Desservi par la conjoncture économique, le souverain multiplie les décisions malheureuses et s'aliène le soutien de l'Armée, un soutien qui lui manque cruellement lorsque Napoléon Bonaparte entreprend la reconquête du pouvoir durant l'épisode des Cent-Jours. Lâché, le souverain est contraint à l'exil à Gand.

### Seconde Restauration (1815-1830)

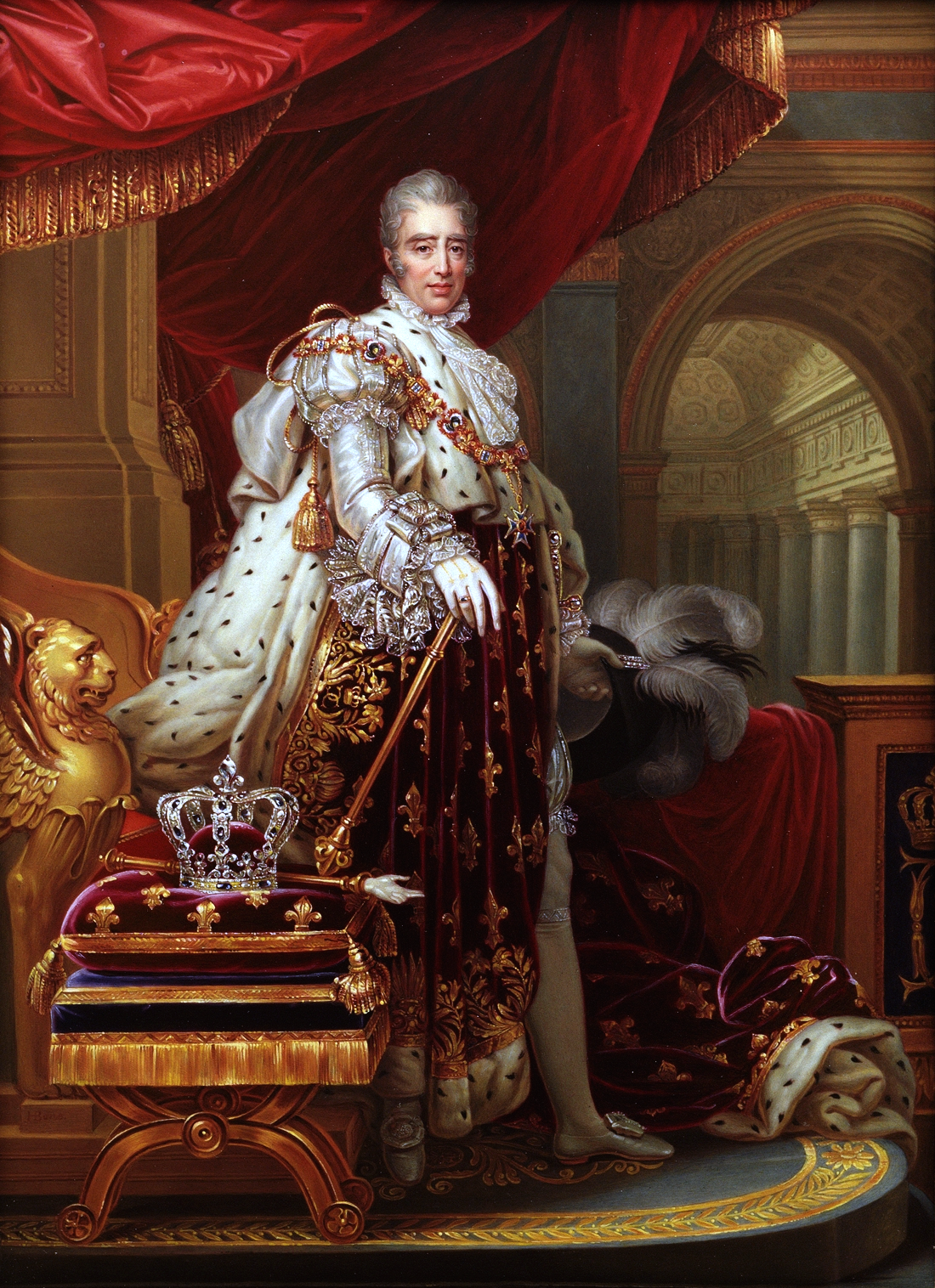
Charles X s'aliène les libéraux en prenant des mesures réactionnaires, avec le concours de Villèle.

Après le court interlude des Cent-Jours où les puissances coalisées battent une seconde fois Napoléon et contraignent ce dernier à un second exil, Louis XVIII et les bourbons prennent réellement le pouvoir. En 1815, les partisans d'un royalisme fort, les ultras-royalistes, dirigent le pays. La postérité appellera cette période la Terreur blanche de 1815. En août 1815, ces députés ultras sont majoritaires à la chambre : c'est la chambre introuvable. Durant l'année où elle détient le pouvoir, la chambre droitière vote des mesures répressives envers les anciens membres de l'Empire. Ainsi, des lois sont votées contre ceux qui ont permis le bref retour de Napoléon en 1815, des lois sont également votées contre la liberté de la presse, jugée dangereuse par la majorité ultra, c'est la Terreur blanche légale. Louis XVIII, qui comprend vite que cette chambre ne reflète pas le pays réel, décide de dissoudre la chambre des députés en 1816. Cette chambre introuvable est remplacée par une majorité de royalistes constitutionnels, souhaitant libéraliser quelque peu le pays. Sous l'impulsion d'Élie Decazes, principal personnage qui incarne ce royalisme constitutionnel, des mesures libérales sont votées comme la loi Lainé en 1817 sur le système électoral, la loi Gouvion-Saint-Cyr sur l'armée en 1818 ou encore les lois de Serre en 1819 sur la liberté de la presse.
Le régime de la Restauration semble parti pour être une monarchie constitutionnelle à l'anglaise, tout en libéralisant politiquement la France. C'est sans compter sur un choc inattendu qui va renverser les chambres, l'assassinat du neveu du roi, sur lequel repose l'avenir dynastique. Les mesures libérales sont jugées responsables de la situation et en 1820, la Restauration prend un virage à droite irréversible. Durant 10 ans, des lois conservatrices et pour certaines, faisant penser à un retour de l'Ancien Régime, sont votées par les gouvernements successifs : loi du double-vote en 1820, loi du milliard aux émigrés et loi du sacrilège en 1825. À cela s'ajoute le retour des ultras à la chambre en 1824, sous le nom de « chambre retrouvée ». Enfin, à la suite de la mort de Louis XVIII le 16 septembre 1824, arrive sur le trône un monarque ne souhaitant aucune conciliation avec la Révolution française : Charles X. L'opposition de gauche s'unit sous la défense des idéaux révolutionnaires. Elle rassemble constitutionnels, libéraux et républicains. Cette opposition triomphe finalement de cette chambre retrouvée aux élections de 1827. Charles X, un temps conciliant, décide de ne plus jouer le jeu parlementaire dès 1829 et nomme un gouvernement ultra alors que la majorité de la chambre est libérale. L'opposition entre les deux idéologies conduit une lutte d'abord légale pendant 1 an, puis, à la suite des ordonnances contre-révolutionnaires de Charles X, à une lutte illégale et à une révolution désormais célèbre sous le nom de Trois Glorieuses. Charles X est chassé du trône et les libéraux appellent son lointain cousin Louis-Philippe pour le reprendre. C'est la fin de la Restauration et le début de la monarchie de Juillet.

### Monarchie de Juillet (1830-1848)

La Liberté guidant le peuple par Eugène Delacroix. Tableau inspiré de la révolution de juillet.

À partir de 1830, une nouvelle monarchie voit le jour en France après la révolution des Trois glorieuses qui a failli accoucher d'une république. Cette période coïncide avec l'arrivée au pouvoir de la bourgeoisie, alors qu'elle en était partiellement exclue lors de la Restauration précédente. La monarchie de Juillet est caractérisée par les premiers vrais pas du parlementarisme, qui certes existait dans le régime précédent mais était extrêmement limité. Les gouvernements successifs dirigés par Guizot et consorts doivent accompagner une France en pleine mutation du fait de la révolution industrielle.
La monarchie élargit le suffrage censitaire pour y inclure davantage d'électeurs. Néanmoins, le corps électoral de la nation est encore très restreint et se limite à la bourgeoisie, à la noblesse et aux rentiers. L'une des grandes batailles idéologiques entre les deux partis de gouvernement que sont le parti du mouvement et le parti de l'ordre prendra d'ailleurs son fondement dans cette problématique. Le parti de l'ordre n'est pas favorable à un élargissement du suffrage tandis que le parti du mouvement est pour baisser le cens électoral pour permettre à la petite bourgeoisie de voter et ainsi potentiellement gagner des électeurs.
Toutefois, mis à part quelques républicains radicaux, il n'est jamais question de suffrage universel. Ainsi, c'est une petite minorité prospère et galvanisée par les profits générés par la révolution industrielle qui est aux manettes du pouvoir tandis que le pays "réel" s'enlise dans les dernières crises de subsistance françaises. Ainsi, une mauvaise année 1847 tant sur le plan économique (mauvaises récoltes) que politique (campagne des banquets, scandales à répétition) conjuguée à l'intransigeance de Guizot à réformer le pays provoque la chute de la monarchie de Juillet.
Ainsi, en février 1848, au terme d'une insurrection menée principalement par les chefs de file du parti républicain, Louis-Philippe abdique et s'exile en Angleterre. 

### Deuxième République (1848-1852)

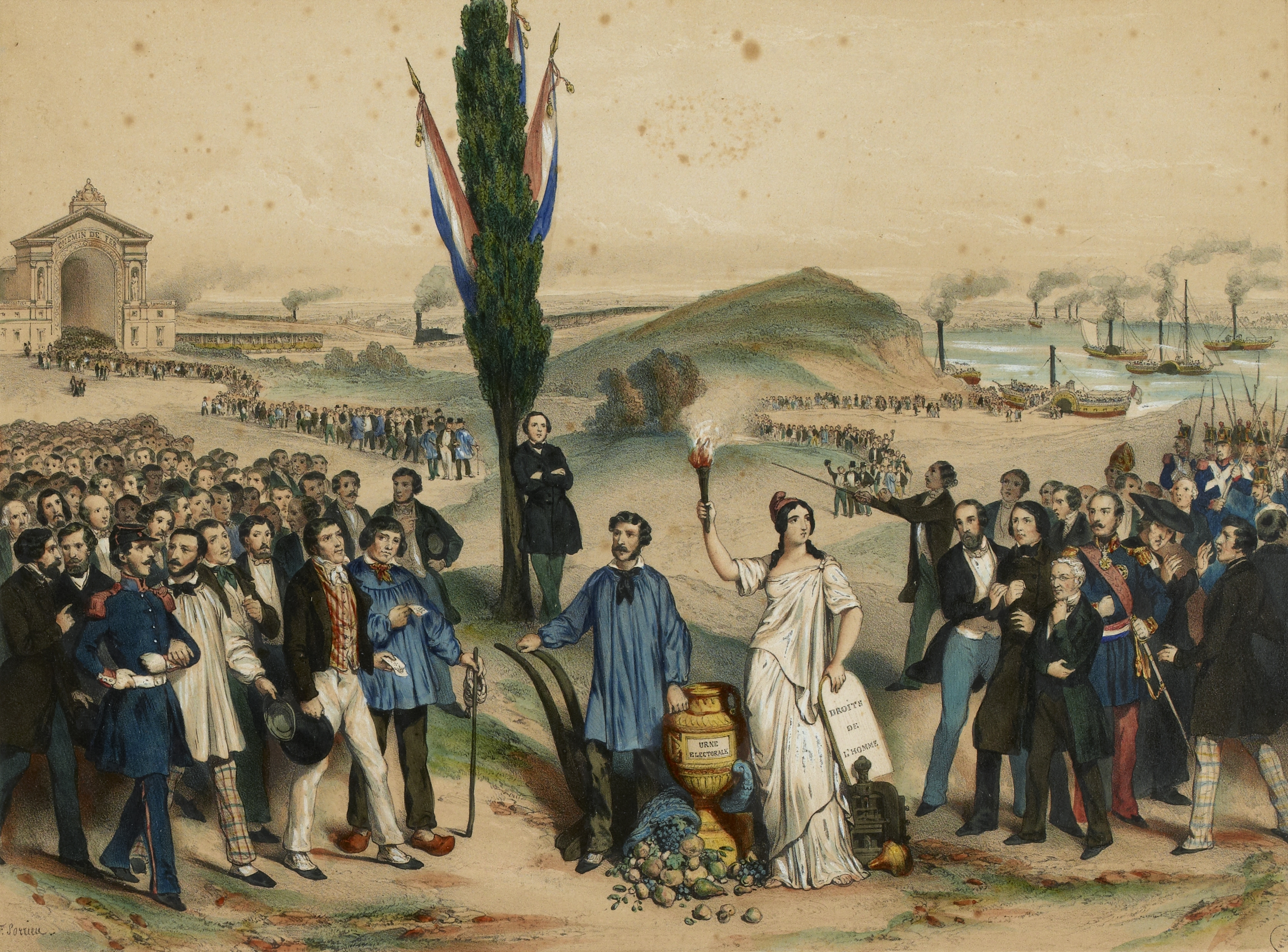
Lithographie dédiée à Alexandre Auguste Ledru-Rollin qui a établi le suffrage universel masculin.

À la suite du succès de la Révolution française de 1848, les républicains ne tombent pas dans le même piège qu'en 1830 et se hâtent de proclamer la république. Dans un premier temps, la république est dirigée par un gouvernement provisoire qui adopte très vite des mesures symboliques comme l'adoption du suffrage universel masculin comme mode de scrutin, l'abolition définitive de l'esclavage portée par Victor Schœlcher ou encore l'abolition de la peine de mort pour les crimes politiques. Le gouvernement provisoire, porteur d'une véritable ambition sociale à ses débuts, se détache progressivement des socialistes pour ne compter que des modérés. Cette éviction des socialistes est entérinée par la victoire des républicains modérés aux législatives d'avril 1848. À la suite de cette élection, une commission exécutive sur le modèle du Directoire remplace le gouvernement provisoire. Les ateliers nationaux, créés auparavant par le gouvernement provisoire afin de lutter contre le chômage, sont brutalement remis en question lors des journées de juin. À partir de ce moment, la république abandonne son volet social pour plongeDateFormat = yyyy
Period = from:1804 till:1914
PlotData=
```
 width:15 
 bar: from:1804 till:1814 color:red text:Premier empire
 bar: from:1814 till:1830 color:blue text:Restaurations
 bar: from:1830 till:1848 color:green text:Monarchie de juillet
 bar: from:1848 till:1852 color:yellow text:Deuxième république
 bar: from 1852 till:1870 color:red text:Deuxième empire
```

bar: from:1870 till:end color:yellow text:Troisième république 
</timeline>r dans le conservatisme.

### Second Empire (1852-1870)

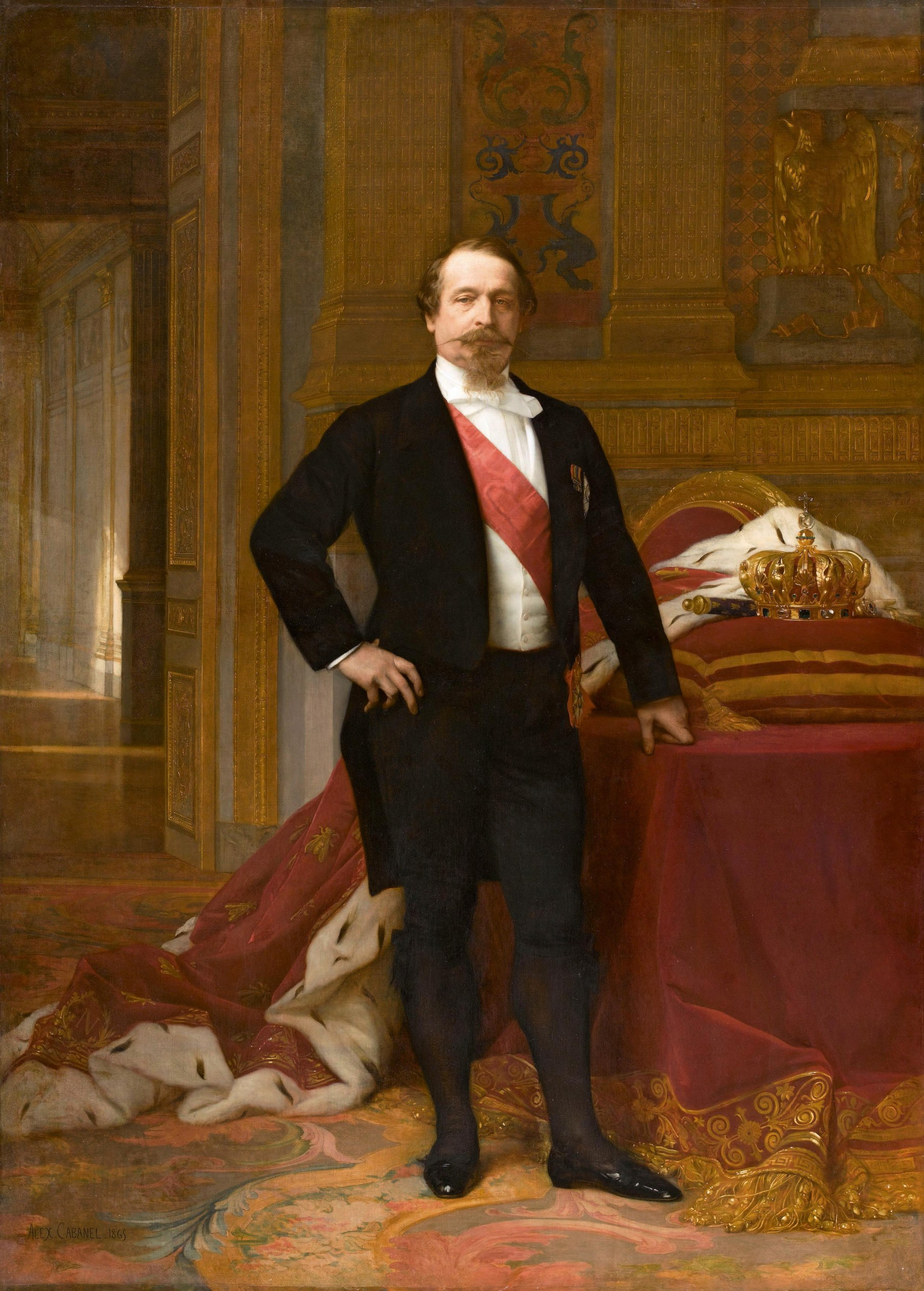
Napoléon III portraituré par Alexandre Cabanel, palais de Compiègne, vers 1865.

Le président de la République Louis-Napoléon Bonaparte, qui arrive à l'issue de son mandat de 4 ans non-renouvelable, fomente un coup d'état pour renverser la République le 2 décembre 1851. Il soumet sa proclamation en tant qu'empereur par voie de référendum le 2 décembre de l'année suivante. Le "Oui" l'emporte très largement, c'est le début du Second Empire.
Durant les premières années de l'Empire, le régime est très autoritaire. Le parlement n'a que très peu de pouvoirs, pour la plupart concentrés entre les mains de celui qui est maintenant appelé Napoléon III. Les opposants politiques au régime, au rang desquels figure Victor Hugo, sont contraints à l'exil. Le Second Empire se caractérise par une période de fort développement économique et industriel, laquelle fait entrer définitivement la France dans l'ère industrielle. Les usines en manque de main-d'œuvre, qui sont pour la plupart regroupées autour des grandes aires urbaines, entraînent un exode rural massif et un déplacement de la population rurale vers les villes. C'est également durant cette période que Napoléon III confie au baron Haussmann la mission de moderniser Paris.
Le Second Empire entame une phase de libéralisation de sa politique, tant sur le plan économique que social à partir des années 1860. Les élections législatives s'assouplissent et deviennent de véritables élections libres à la fin du régime. Le droit de grève est accordé pour la première fois dans une loi de 1864. 
Un temps muselée, l'opposition renaît. Les républicains et monarchistes s'allient dans un premier temps pour contrecarrer les députés acquis à la cause impériale mais leurs dissensions finiront par les séparer en deux camps distincts. Les républicains, par l'intermédiaire de personnalités charismatiques comme Gambetta, deviennent la principale force d'opposition au régime durant ses dernières années d'existence. Stratège, Napoléon III fait appel à Emile Ollivier, un républicain rallié à l'Empire, pour gouverner et espère secrètement convertir les républicains au régime impérial, en vain.
La politique étrangère agressive du Second Empire et l'expansion de la Prusse contribuent aux tensions diplomatiques européennes. Après avoir vaincu l'Autriche à Sadova en 1866, la Prusse souhaite unifier les peuples germanophones sous son égide. La France, quant à elle, souhaite affirmer sa position de première puissance militaire continentale. Ces deux positions irréconciliables conjuguées à des incidents diplomatiques notoires, vont précipiter les deux états à se déclarer la guerre.
La guerre franco-prussienne de 1870 se solde par une défaite militaire française face aux armées de Guillaume I de Prusse. Napoléon III est défait et capturé à Sedan. Devant la débâcle, les républicains se hâtent d'entériner la déchéance du Second Empire en proclamant la Troisième République le 4 septembre 1870 à l'Hotel de Ville de Paris.

### Troisième République (1870-1940)

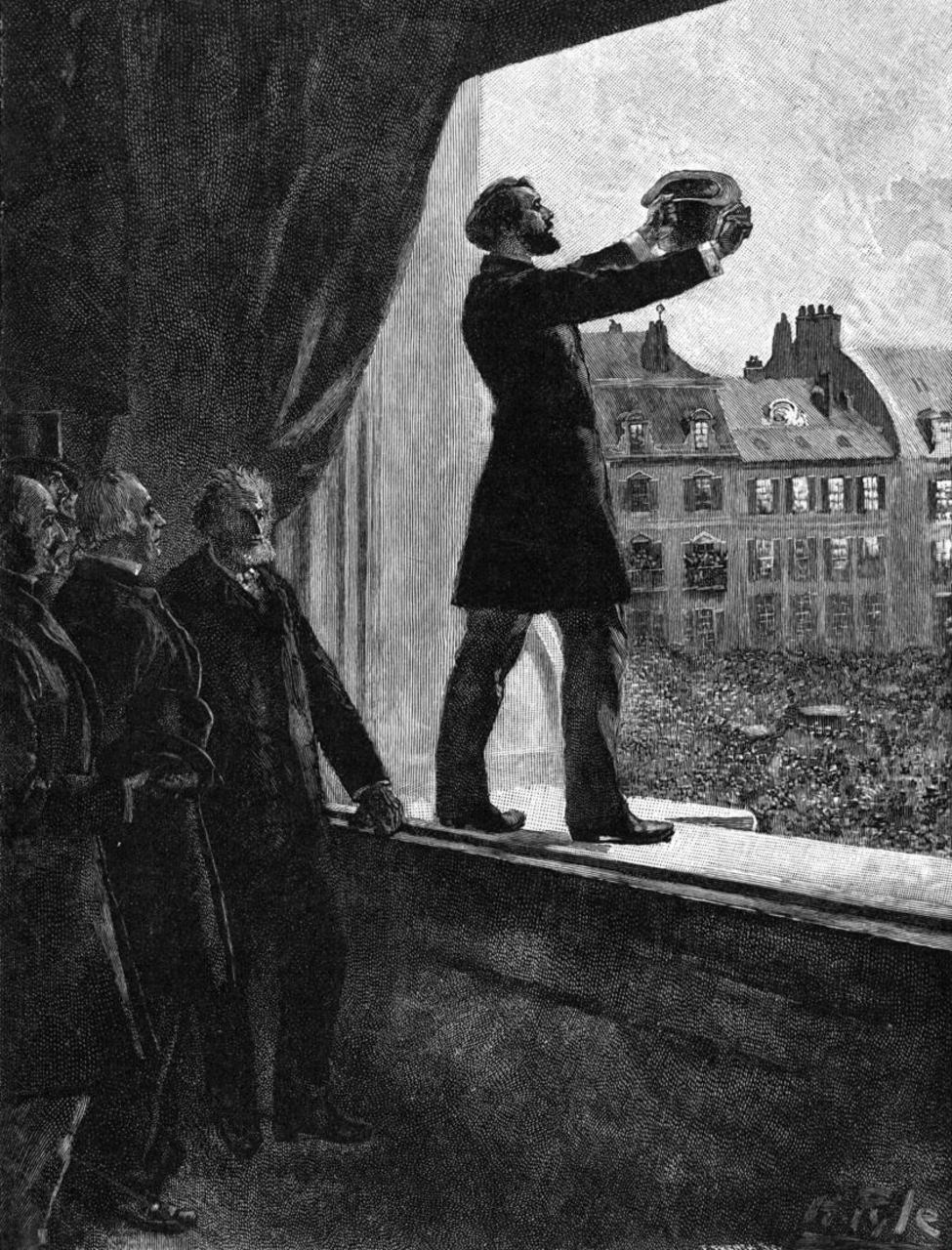
Howard Pyle, Gambetta proclaiming the Republic of France, c. 1890-1900. Le 4 septembre 1870, Léon Gambetta proclame la République, juché sur un rebord de fenêtre de l'hôtel de ville de Paris.

Si la république est de nouveau proclamée le 4 septembre 1870 à la suite de la déchéance de Napoléon III et de son régime, les républicains ne sont pas majoritaires et le régime est loin d'être stabilisé. De 1870 à 1871, la France fait toujours face à l'occupation de son territoire par l'armée prussienne puis allemande et doit encore se confronter à une guerre civile dû à l'insurrection de nombreuses villes entre 1870 et 1871. Au sortir de cette période, la question se pose de la pérennité du régime républicain. Les élections de février 1871 donnent aux courants monarchistes une majorité à l'Assemblée nationale qui tentent d'organiser à plusieurs reprises une nouvelle restauration d'abord avec les Orléans puis les Bourbons avec Henri d'Artois. Ce projet échoue néanmoins dès 1873.

De 1871 à 1879, l'Assemblée nationale (qui devient à majorité républicaine en 1876) est en lutte contre les monarchistes et la présidence de Mac Mahon (1873-1879), un légitimiste qui tente de résister aux aspirations républicaines et de trouver des compromis afin de permettre une restauration qui n'aboutit finalement pas. Aux termes de ces compromis (par exemple l'adoption du septennat en 1873) et dont deux moments significatifs (l'adoption des lois constitutionnelles de 1875 et la crise politique de mai 1877), la république s'ancre sous la forme d'un régime parlementaire de type bicaméral. Le président est élu par les deux chambres pour un septennat renouvelable. Il possède de jure de nombreuses prérogatives, mais dans la pratique initiée par le 3e président de la République Jules Grévy (1879-1887), celles-ci se voient effacées et le président n'a finalement qu'un rôle représentatif et symbolique.

Albert Bettannier, La tache noire, 1887. Ce tableau illustre une partie du sentiment revanchiste et militariste de l'époque.

La Troisième République laissée aux mains du Conseil des ministres et du Parlement cherche jusqu'à la fin du siècle à se consolider. Pour cela, elle entreprend de grandes réformes libérales, démocratiques et laïques : instaurant la liberté de la presse, d'association, l'école publique gratuite et obligatoire ou encore la séparation des Églises et de l'État. Bien qu'ébranlée par d'autres crises telles que le boulangisme ou l'Affaire Dreyfus, le régime résiste, se réforme et perdure. La période couvrant les décennies 1880 à 1910 voient la domination politique de l'alternance entre les républicains modérés dits « opportunistes » (Dufaure, Ferry, Dupuy, etc.) puis l'Alliance démocratique (Loubet, Poincaré, Lebrun, Tardieu) et une « gauche républicaine » incarnée successivement par l'union républicaine de Léon Gambetta, les républicains socialistes (Aristide Briand, Alexandre Millerand) et les radicaux (Émile Combes, Georges Clemenceau).
Sur le plan international, la France traumatisée par sa défaite contre la Prusse et la perte de l'Alsace-Loraine se renferme sur un sentiment revanchiste qui imprègne toute la société française. La république se lance également dans la poursuite du projet colonial amorcé au début du xixe siècle et développe ses colonies en Afrique, Indochine, à Madagascar, etc. Malgré les efforts diplomatiques de l'Allemagne, la France parvient à renouer avec le Royaume-Uni et forme l'Entente cordiale en 1904 - puis la Triple-Entente par accords distincts et bilatéraux avec l'Empire russe en 1892 puis 1907. Un système d'alliance qui sera confronté à de multiples crises internationales jusqu'à la veille de la Première guerre mondiale où il deviendra effectif de fait.

## Courants politiques

### Républicains

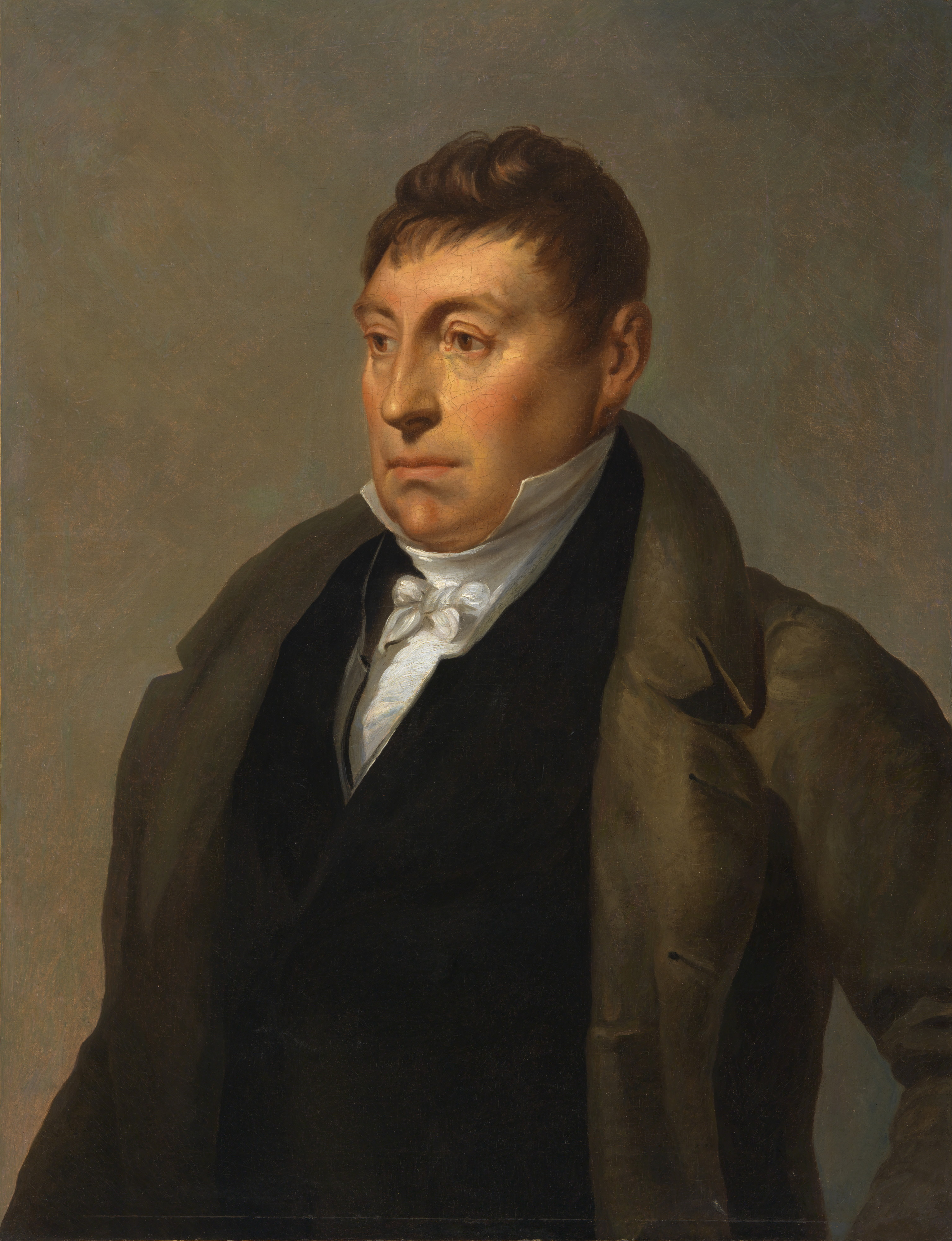
La Fayette est considéré comme le meneur des républicains français jusqu'à sa mort en 1834.

Sous la Restauration, les républicains s'opposent à la monarchie et militent pour sa disparition. Ils ne peuvent participer aux décisions du fait du système électoral qui favorise les bourgeois et les nobles, soutiens du régime. Ils sont néanmoins présents à la chambre des députés à partir de 1816, date de la fin de la Chambre introuvable qui a décimé leurs rangs. Les républicains se constituent petit-à-petit en tant que force politique, et ce jusqu'au choc de l'assassinat du neveu du roi, le duc de Berry héritier du trône, le 14 février 1820, qui conduit le gouvernement à mettre en place des mesures répressives. Le mouvement républicain se développe dans la clandestinité, rassemblant ses partisans dans des sociétés secrètes comme la Charbonnerie, et promeut son combat par le biais de la presse. En 1820, face à la dérive droitière de la Restauration, les républicains sont décidés à abattre la monarchie et fomentent plusieurs insurrections. Toutes échouent, aboutissant à l'exil des principaux meneurs ou à des procès exemplaires allant jusqu'à leur condamnation à mort. Après l'échec de ces tentatives de prises du pouvoir, les républicains se reconstruisent de l'intérieur avec l'arrivée d'une nouvelle génération dès le début du règne de Charles X. Dès lors, l'idée d'une alliance avec les royalistes modérés s'esquisse, puis se concrétise à la suite des mesures réactionnaires prises par Villèle et Charles X. Des modérés rejoignent alors les sociétés clandestines, pendant que les républicains collaborent à la presse libérale. Le succès de cette alliance aux élections législatives de 1827 les conforte dans l'idée que celle-ci leur permettra un jour de conquérir le pouvoir. La situation s'accélère après la nomination de Polignac à la tête du gouvernement. Les républicains préparent une nouvelle insurrection dans le plus grand secret et sont les principaux protagonistes des Trois Glorieuses. Cependant Thiers et les libéraux détournent cette révolution à leur profit et c'est donc finalement une seconde monarchie parlementaire qui est instaurée, et non une république.
Sous la monarchie de Juillet, la lutte contre la monarchie continue et aboutit à de nombreuses insurrections républicaines, qui sont matées par les gouvernements successifs de Louis-Philippe. Le mouvement républicain est alors durement réprimé durant toute la durée du règne du « roi-citoyen ». Les républicains sont contraints à la clandestinité comme précédemment. À partir des années 1840, les républicains se restructurent et deviennent une force politique non négligeable mais ses divisions internes entre radicaux et modérés les handicapent. Les républicains profitent d'une situation économique et politique désastreuse pour gagner en influence et faire alliance avec les libéraux de Thiers pour faire tomber Guizot, ils incorporent les banquets libéraux pour finalement se les approprier en développant leurs idées d'une société plus égalitaire (réclamation d'un droit au travail, du suffrage universel..). En 1848, les républicains fomentent une révolution et proclament la république, tirant les leçons de leur échec de 1830.
Durant la Deuxième République, les républicains occupent succinctement le pouvoir pendant une année avant de le voir définitivement passer aux mains des conservateurs, pour la plupart hostiles au nouveau régime, lors des élections législatives de 1849. Durant ces élections, le mouvement républicain se scinde très nettement entre les républicains modérés, largement battus, et les républicains radicaux, surnommés "La Montagne" en référence au groupe politique des Montagnards durant la Révolution Française.

### Royalistes
Les royalistes dominent la vie politique de 1814 à 1851, ils participent à tous les gouvernements de la période (excepté durant l'année 1848). Il existe un clivage de fond entre les royalistes dès la Restauration. Les uns veulent concilier royauté et révolution et sont pour l'établissement d'une monarchie constitutionnelle très parlementaire, ce sont les royalistes constitutionnels et libéraux, tandis que les autres veulent en priorité un pouvoir royal fort, comme du temps de l'Ancien Régime, ce sont les ultra-royalistes. Avec les Trois Glorieuses, les Bourbons sont chassés du pouvoir et leur cousin de la branche d'Orléans monte sur le trône. Très vite, deux partis vont se former, ceux qui traitent Louis-Philippe d'usurpateur et qui n'acceptent comme rois que Charles X ou bien son petit-fils le « comte de Chambord ». La plupart de ces partisans reprennent les idées ultra-royalistes et sont appelés légitimistes. L'autre parti, c'est celui qui considère Louis-Philippe et ses descendants comme légitimes à la couronne de France. Ces partisans reprennent les idées des royalistes constitutionnels et libéraux et sont appelés orléanistes. Au sein même des orléanistes (au pouvoir de 1830 à 1848) éclate deux tendances : les libéraux, partisans d'une évolution institutionnelle du régime et prônant une extension des libertés publiques, regroupés dans le parti du mouvement et les conservateurs, partisans d'une stricte application de la charte de 1830, sans en modifier une ligne, regroupés dans le parti de la résistance.
Durant le Second Empire, ils s'allient de façon opportuniste avec les républicains pour contrecarrer l'autoritarisme du régime de Napoléon III, une alliance de circonstance qui ne perdurera pas.
Au sortir de la guerre Franco-Prussienne, qui entérine la fin du régime impérial, les monarchistes sont les plus fervents partisans de la paix, en opposition aux Républicains qui veulent continuer la guerre. Alors qu'une république vient d'être proclamée le 4 septembre 1870, les monarchistes gagnent les premières élections législatives de 1871 et sont ainsi la première force politique à l'Assemblée nationale. Ils sont ainsi dans une position idéale pour rétablir la monarchie, une proclamation qui s'avérera finalement impossible en raison des dissensions trop importantes entre les légitimistes et les orléanistes. Ces dissensions atteignent un point de non-retour avec les positions ultraroyalistes du prétendant légitimiste Henri de Chambord, qui se prononce contre le drapeau tricolore et pour le rétablissement d'une monarchie de droit divin. Son intransigeance poussent les royalistes désireux d'établir la monarchie à temporiser pour attendre la mort de celui que Thiers surnommait ironiquement le "George Washington Français" tant il a fait pour la république. En 1873, alors que Thiers se fait de plus en plus hostile envers les monarchistes, il est contraint de démissionner de la présidence de la république et est remplacé par Patrice de Mac-Mahon, fervent royaliste, pour une durée de 7 ans. Pour tous les observateurs politiques de l'époque, c'est une présidence de transition vers une monarchie constitutionnelle en attendant le décès du comte de Chambord. 
En 1876, les républicains renversent la majorité royaliste acquise 5 ans plus tôt et deviennent la première force politique du pays. Dès lors, une restauration monarchique devient de plus en plus compromise et Mac-Mahon doit gouverner avec les républicains du centre, que l'on appelle les opportunistes. En 1877, lassé de la politique de Jules Simon, président du conseil d'alors, Mac-Mahon le contraint à la démission et nomme le duc de Broglie à la présidence du conseil, sans considération de la couleur politique majoritaire de l'Assemblée. Ce véritable coup provoque la colère des républicains et la dissolution de la chambre par le président de la République, ce qui entraîne de nouvelles élections législatives. Les élections sont remportées par les Républicains, une victoire qui condamne définitivement les espoirs monarchistes. 
Les royalistes continueront d'exister en tant que courant politique au cours du XIXè siècle, sans jamais regagner le poids qu'ils pouvaient avoir auparavant. Ils se rallient pour certains à l'initiative du général Boulanger, anti-parlementaire et nationaliste, qui manque de faire tomber la troisième république. Ils rejoindront, pour la plupart, les rangs de l'Action Française dès sa création. 

## Économie

### Oscillations de 1815 à 1851

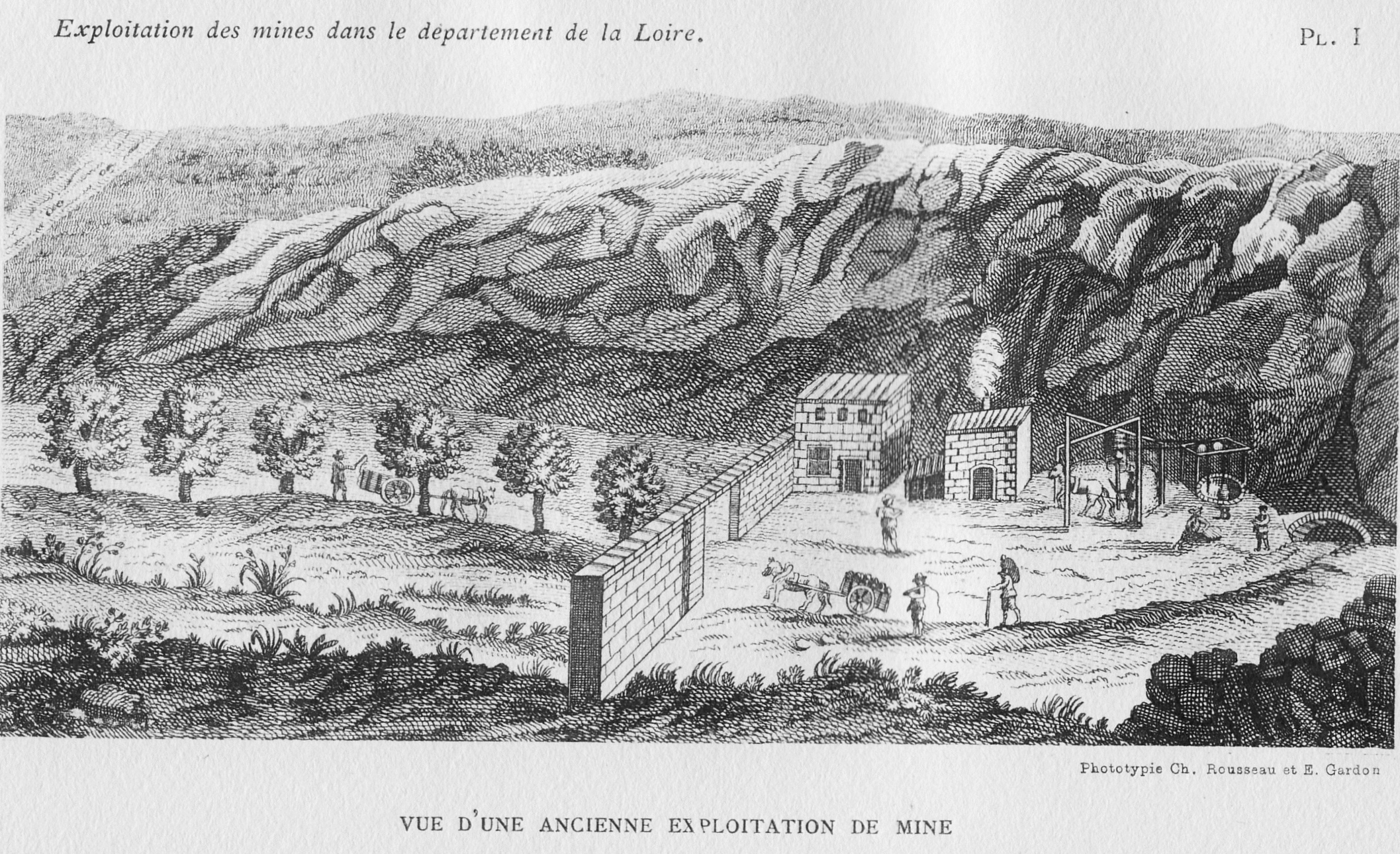
Mine au XVIIIe siècle dans le bassin houiller de la Loire, l'un des plus anciens gisements français exploité.

L'économie française, durant les deux monarchies restaurées ainsi que durant la Deuxième République, se modernise de manière considérable. Mais contrairement à l'économie britannique, citée comme modèle à l'époque, la France ne connaît pas de décollage flagrant de son économie comme outre-manche. En effet, outre le fait que la France n'entre pas avec la même vigueur que le Royaume-Uni dans la Révolution industrielle, l'économie française part avec de lourds handicaps.
Depuis 1789, la production française est boudée par l'Europe, du fait de sa situation géopolitique. Le marché français est jusqu'en 1815 un marché fermé, protectionniste, dans lequel les français commercent avec les français principalement du fait du blocus imposé par l'Angleterre. La France souffre d'abord du fait de son charbon très cher. En effet, l'extraction de cette ressource est très coûteuse si bien que malgré les tarifs douaniers, le charbon belge concurrence le charbon français. Ce combustible est alors la première source d'énergie utilisée par les industries ce qui explique le développement plus tardif des industries françaises, qui sont gênées par le coût de cette matière première alors indispensable à toute production. De même, la France, qui sort de plus de 20 années de guerres permanentes, possède une croissance démographique faible à l'instar de ses voisins européens. On manque de main-d’œuvre dans les industries françaises, d'autant plus que les hommes préfèrent encore travailler dans les champs, craignant des disettes ou des famines. De grandes usines comme l'usine métallurgique d'Alès sont contraintes de recruter de la main-d’œuvre étrangère afin de faire tourner leurs usines. Le système bancaire français, complètement obsolète, ne favorise pas les investissements. L'économie française de ce début du XIXe siècle est moyenne, les handicaps vus précédemment sont contrecarrés par des initiatives comme la création de la Haute Banque, censée favoriser les investissements. Le retard technologique qu'avait la France par rapport à l'Angleterre a quasiment disparu à la fin des années 1840, notamment grâce au développement des chemins de fer français, financés au tiers par des capitaux étrangers. La meilleure arme de la France pour son économie reste ses tarifs douaniers. Durant la Restauration, la monarchie impose un fort protectionnisme qui permet à l'économie française d'être préservée des exportations étrangères, notamment britanniques. La monarchie de Juillet, plus libérale et anglophile, assouplira cette politique.

### La révolution industrielle
La révolution industrielle est le bouleversement côté machines et inventions scientifiques comme industrielle. La grande invention qui va bouleverser la France est la machine à vapeur qui va permettre d'aider les citoyens dans le travail. L'instruction devient également gratuite, obligatoire et laïque pour les enfants de 6 à 13 ans sous l'action de Jules Ferry.

## Démographie et Société

### Monde rural auXIXesiècle

#### Première moitié du siècle
En ce XIXe siècle, l'augmentation de la population se fait par l'intermédiaire de l'augmentation de surface cultivable. L'agriculture, principal emploi du monde rural, est encore une agriculture de subsistance. Les campagnes sont surpeuplées et jusqu'en 1850, les céréales panifiables sont majoritaires. Le système de terres n'a alors pas beaucoup évolué depuis l'Ancien Régime, il se compose toujours de fermiers et de métayers. La seule exception étant la propriété, qui selon le code civil, est divisée entre tous les héritiers alors qu'avant seul l'aîné était bénéficiaire.

## Religion
Au XIXe siècle, l'immense majorité de la population française se considère comme catholique. La Révolution française est vécue par les ecclésiastiques comme une période sombre : dépossession de leurs biens et baisse de leur influence. De ce fait, le XIXe siècle se présente pour eux comme un siècle de reconquête, voulant revenir à la situation pré-révolutionnaire, que beaucoup d'ecclésiastiques considèrent comme normale. Cette politique de reconquête porte ses fruits dans le domaine de l'éducation mais conduit à des conflits avec ceux qui se considèrent comme continuateur de la Révolution (soit les Républicains et les libéraux). 

### Histoire de la Religion auXIXe

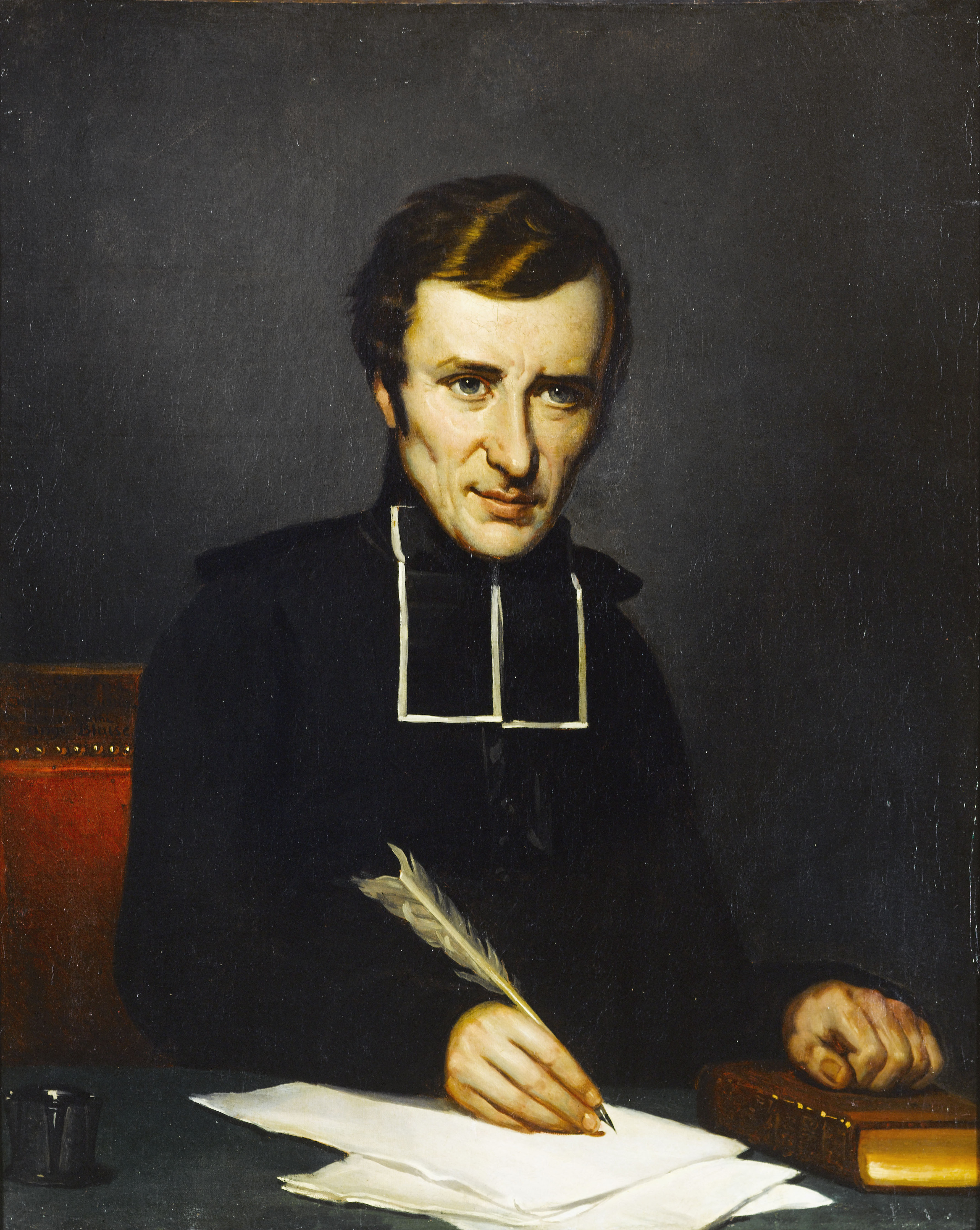
Hugues Felicité Robert de Lamennais, promoteur du catholicisme social dans les années 1830.

Tout au long du XIXe siècle, la France religieuse est régie par le régime concordataire, issu d'un accord signé entre le pape et Napoléon Ier en 1801. Ce concordat de compromis entre un Napoléon agnostique mais désireux de contrôler les problèmes religieux de la France et un pape contraint de s'appuyer sur une France catholique va durer jusqu'en 1905, rompu par la loi de séparation de l'Église et de l'état. Le concordat est un compromis entre les idées révolutionnaires de la Constitution civile du clergé et l'organisation du corps épiscopal d'avant 1789. Ce concordat n'a pas été aboli tout de suite par les républicains pour la simple raison que le concordat de 1801 accordait un grand contrôle de l'état sur la religion. C'est en effet l'état qui finance les cultes lui permettant ainsi un moyen de contrôle sur la religion. L'état nomme également les évêques, certes l'investiture canonique est toujours nécessaire pour entériner un nouvel évêque mais seul l'état français possède l'initiative, la Restauration nommera 60 % de nobles aux évêchés mais leur nombre diminuera fortement à partir de 1830. Le concordat oublie de mentionner le clergé régulier, les congrégations ne sont plus pris en charge par l'état. Les autres religions sont petit-à-petit reconnues par l'état et subventionnée, les protestants et les juifs deviennent citoyens de France dans un processus de mise à égalité des différentes religions.
Durant toute la première moitié du XIXe siècle, la religion catholique tente de se reconstruire tout en essayant de garder son rôle de ciment de la société française. Après une phase de rétablissement après l'Empire, le catholicisme connaît un véritable renouvellement tant spirituel qu'organique. Félicité de Lamennais tente de faire évoluer le catholicisme français vers un catholicisme social. Soucieux de présenter un visage moderne de la religion, il veut réconcilier science et foi et réclame la suppression des chaines concordataires ainsi que les libertés d'enseignement, de presse et d'association. Après la révolution de 1830 et le renversement des Bourbons, ce mouvement suscite un réel écho dans les rangs cléricaux mais inquiète fortement le Pape et l'épiscopat. Le Pape finit par condamner les écrits de Lamennais en 1832 dans l'encyclique Mirari vos, le catholicisme social est rejeté par l'autorité pontificale. L'Église française tente également de se moderniser de par son internationalisation (missionnaires, étudiants en théologie dans les universités allemandes) et de par leur volonté d'associer les laïcs à la vie religieuse au moyen d'associations. À la suite des lois qui donnent une prédominance de l'Église dans l'éducation (notamment la loi Falloux en 1850), les congrégations religieuses, notamment féminines, se multiplient. Certains ordres datant du Moyen-Âge réapparaissent comme les Bénédictins et les Dominicains.

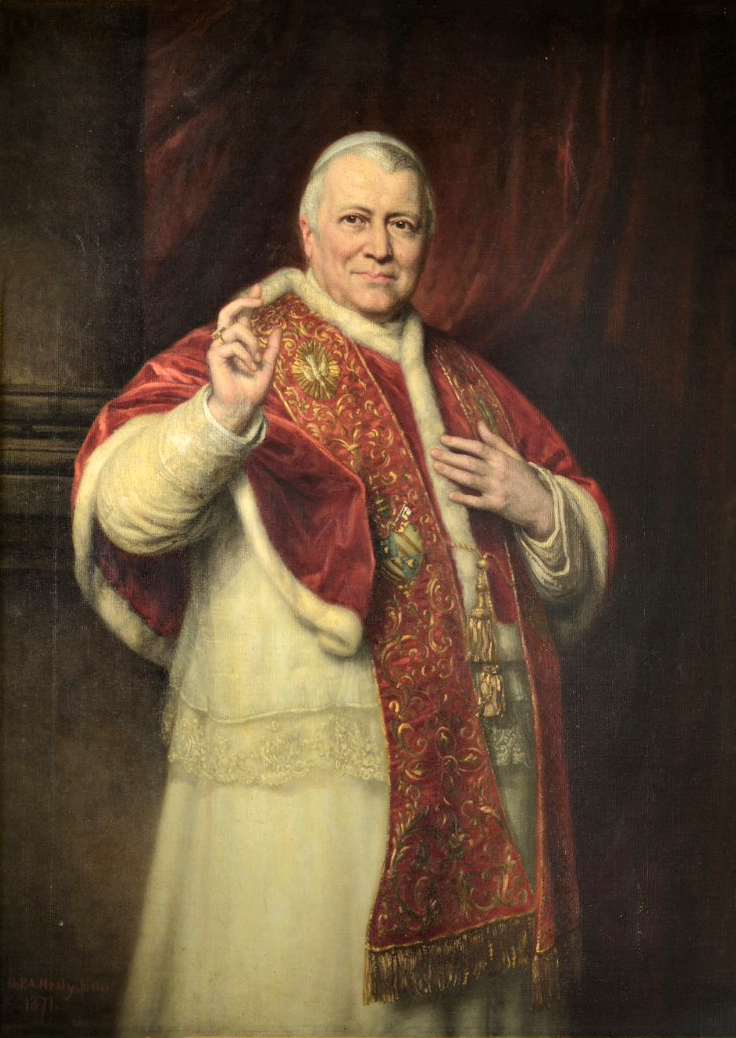
Pie IX condamne fortement les dérives libérales du Second Empire dans son syllabus de 1864.

Après avoir joué un rôle important de 1815 à 1848 dans ce que les historiens appellent l'alliance du trône et de l'autel, la Deuxième République va achever de faire glisser l'Église vers le camp conservateur, ruinant les espoirs de libéraux comme Lamennais. L'Église catholique approuve le coup d'état du 2 décembre 1851 et retrouve son rôle de ciment de la société durant la phase autoritaire de l'Empire (seule l'Église peut se réunir librement et peut diffuser sa presse pendant que les autres associations sont soumises à la censure). Ce ralliement décisif ne passera pas aux yeux des libéraux et des républicains qui, à partir de ce moment, voueront une haine féroce à l'Église. L'Église catholique est confrontée à de nombreux problèmes à la première partie de cette seconde moitié du XIXe siècle. Elle ne parvient pas à rallier les ouvriers à leur cause, se met à dos les républicains et surtout, doit faire face à une remise en question de son dogme. Darwin, de par ses théories, remet en cause la Bible, et a une grande influence sur les élites intellectuelles, qui à cette époque penchent de plus en plus vers l'agnosticisme. Durant la deuxième phase du Second Empire, la phase libérale, l'Église française se tourne massivement vers le pape face aux mesures de Napoléon III, c'est un net retour de la vision ultra-montaine. Cette vision est véhiculée par le syllabus papal de 1864 qui liste « les principales erreurs de notre temps » ainsi que par les journaux catholiques, notamment le très influent L'Univers de Louis Veuillot. Tous les royalistes se rallient à cette vision ultra-montaine, voyant en la personne du pape un substitut du roi (il n'y a plus de roi en France depuis 1848) mais surtout un défenseur de l'ordre contre-révolutionnaire, comme le disait dès le début du XIXe siècle Joseph de Maistre.
Après la guerre franco-prussienne, les religieux tentent d'influer sur le pouvoir monarchiste à l'assemblée. Ils réclament fermement une intervention à Rome pour restituer au pape l'intégralité de ses états pontificaux et la montée du « comte de Chambord » sur le trône de France. Désavoués par l'opinion, l'Église se heurte à l'hostilité républicaine. Ces derniers veulent mettre en place une société laïque ce que le pape n'accepte pas. Les républicains vont alors tenter de laiciser les deux éléments qui font l'influence de l'Église : les congrégations et l'éducation. Dans les années 1880, les lois Ferry donnent lieu à de vifs débats entre républicains et catholiques mais l'affrontement n'ira jamais plus loin que le débat, l'Église sait que la population approuve la politique républicaine tandis que les républicains savent qu'il est nécessaire de garder le concordat pour asseoir son emprise sur l'Église. L'Église et le pape finit par accepter la république avec l'encyclique au milieu des sollicitudes de 1892. S'ouvre alors une phase de remise en question pour les cléricaux, qui comprennent vite que l'Église moderne ne peut se baser que sur les populations rurales. Dans les années 1890, l'Église tente de se rapprocher des classes laborieuses citadines en promouvant un nouveau catholicisme social, des cercles catholiques sont créés dans le but de rallier les ouvriers à la religion. Le pape Léon XIII approuve cette vision dans sa bulle Rerum novarum. Ainsi, les cercles catholiques d'ouvriers sont créés par Albert de Mun, le mouvement de la démocratie chrétienne commence à émerger dans le monde politique, des périodiques comme La Justice sociale sont créés pour promouvoir toutes ces avancées. Dans le même temps, les catholiques tentent de rallier progressivement les élites intellectuelles agnostiques. Néanmoins, malgré toutes ses tentatives, les cléricaux se compromettent dans l'affaire Dreyfus, soutenant les anti-dreyfusards. Dès lors, la séparation de l'Église et de l'état devient inévitable pour les républicains radicaux et c'est dans cet objectif que les électeurs les portent au pouvoir aux élections législatives de 1902.